# Johann Karl Friedrich von Mengden
Freiherr Johann Karl Friedrich von Mengden (* April 1730 in Saussen in Livland; † 17. August 1796 in Warschau) war ein preußischer Generalleutnant, Chef des Kürassierregiments Nr. 4 sowie Amtshauptmann von Ragnit.

## Leben

### Herkunft
Seine Eltern waren der Erbherr von Saussen Georg Albrecht von Mengden (* 1709; † 22. Dezember 1768) und dessen Ehefrau Friederike Petronella, geborene von Buddenbrock (* 1711; † 25. Mai 1730) aus dem Haus Ohselshof.

### Militärlaufbahn
Mengden wurde am 13. Mai 1748 Kornett im Regiment der Gardes du Corps. Während des Siebenjährigen Krieges nahm er an den Schlachten von Prag, Roßbach, Leuthen, Zorndorf und Torgau teil. In der Schlacht bei Leuthen erwarb er sich den Orden Pour le Mérite. Am 26. Mai 1757 wurde er Leutnant, am 28. Mai 1760 Stabsrittmeister sowie am 25. Mai 1766 Rittmeister und Kompaniechef. Am 6. Mai 1769 wurde er Major mit Patent vom 12. September 1764. Am 25. Dezember 1773 wurde er Kommandeur des Regiments, aber erst am 20. Mai 1775 Oberstleutnant.
Dazu erhielt Mengden am 10. November 1775 die Stelle des Amtshauptmanns von Ragnit. Er nahm mit dem Regiment dann 1778/79 am Bayerischen Erbfolgekrieg teil. Am 20. Mai 1782 wurde er Oberst mit Patent vom 21. Mai 1782. Am 25. September 1785 erhielt er die Ernennung zum Generalmajor und wurde Chef des Kürassierregiments „Arnim“. Dazu wurde er am 10. August 1790 Generalleutnant und nahm 1794/95 am Feldzug in Polen teil. Er starb am 17. August 1796 in Warschau.

### Familie
Seine erste Frau war Freiin Maria von Deyder-Malberg († 1782). Aus der Ehe ging der Sohn Karl Eduard (* 6. September 1780) hervor, der später preußischer Artillerieoffizier wurde. Nach dem Tod seiner ersten Frau heiratete Mengden am 21. Februar 1785 Maria Charlotte von Hahnenfeld (* 10. April 1765; † 21. Januar 1799), Tochter des Generals Nikolaus Reinhard von Hanenfeldt. Das Paar hatte folgende Kinder:
- Auguste Karoline Marie Juliane (* 18. Juni 1788; † 15. Juli 1807) ⚭ Eberhard von Danckelmann (* 1. Juli 1777; † 14. November 1829), Kriegs- und Domänenrat[2][3]
- Charlotte Emilie (* 25. Juli 1792; † 23. März 1794)